# Wake Me Up When September Ends
"Wake Me Up When September Ends" là một bài hát của ban nhạc rock người Mỹ Green Day, đồng thời là đĩa đơn thứ tư trích từ abum phòng thu thứ bảy của nhóm mang tên American Idiot (2004). Đây là một bản nhạc rock ballad do ca sĩ chính của ban nhạc là Billie Joe Armstrong sáng tác, gợi về cái chết của cha anh vào tháng 9 năm 1982 và cuộc sống của anh sau ngày hôm đó. Ca từ của bài hát được giải thích là nói về các nạn nhân và người sống sót sau Sự kiện 11 tháng 9. Cấu trúc của bài gồm một đoạn chơi bằng guitar acoustic, rồi trình bày bằng guitar điện và tiếng chuông. Bài nhạc được thu âm tại  Ocean Way Recording.
Ca khúc được phát hành làm đĩa đơn vào ngày 13 tháng 6 năm 2005. Tác phẩm có mặt trên bảng xếp hạng của nhiều quốc gia, gồm vị trí quán quân tại Croatia và Cộng hòa Séc, đồng thời giành vị trí thứ sáu trên Billboard Hot 100 của Hoa Kỳ. Ca khúc có một lần nhận được chứng nhận bạch kim của Hiệp hội Công nghiệp Ghi âm Hoa Kỳ và bốn chứng nhận bạch kim của Music Canada. Dẫu ban đầu nhận phải những phản ứng trái chiều, nhạc phẩm vẫn được khen ngợi cho phần ca từ và giờ đây được xem là một trong những bài hát hay nhất của Green Day. Bài hát giành giải giải Kids' Choice cho bài hát yêu thích tại lễ trao giải Kids' Choice 2006, trong khi Green Day được trao giải nhóm nhạc yêu thích
Một video âm nhạc đi kèm ca khúc do Samuel Bayer làm đạo diễn, miêu tả một cặp đôi trẻ (do Jamie Bell và Evan Rachel Wood thể hiện) chia tay sau khi cậu bạn trai nhập ngũ vào Thủy quân lục chiến Hoa Kỳ trong chiến tranh Iraq. Số phận của anh cùng sư đoàn vẫn chưa rõ ràng. Bài hát có mặt ở bảng xếp hạng nhiều nước, đạt vị trí thứ sáu trên Billboard Hot 100 của Hoa Kỳ và ngôi quán quân ở các quốc gia như Cộng hòa Séc, còn video của ca khúc trở thành clip được đề xuất nhiều nhất trên Total Request Live và được bầu chọn là video nhạc hay nhất năm 2005 theo một cuộc thăm dò độc giả của tạp chí Rolling Stone.
"Wake Me Up When September Ends" nhận được sự tán dương từ các nhà phê bình, họ coi phần lời và khâu sáng tác là các điểm nhấn của bài. Ca khúc nhận được một chứng nhận bạch kim từ Hiệp hội Công nghiệp Ghi âm Hoa Kỳ (RIAA), và nhận giải Kids' Choice cho bài hát yêu thích tại lễ trao giải Kids' Choice 2006. Với dư âm của bão Katrina, bài hát gắn liền với cơn bão này do một video thịnh hành ghép bài hát với tin tức về bão trên mặt báo. Green Day cũng trình bày ca khúc tại một buổi hòa nhạc từ thiện nhằm góp phần khắc phục hậu quả của bão. Sau khi ra đời, ca khúc đã được sử dụng làm meme internet trong nhiều năm, thường có độ thịnh hành tăng đột biến hàng năm trên các nền tảng phát nhạc trực tuyến trong những ngày cuối của tháng 9.

## Hoàn cảnh ra đời và sản xuất

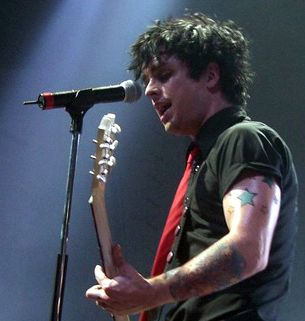
Giọng ca Billie Joe Armstrong của Green Day biểu diễn vào năm 2005

Năm 2004, Green Day phát hành album phòng thu thứ bảy mang tên American Idiot. American Idiot là một album chủ đề nhạc punk rock, với nội dung xoay quanh câu chuyện về một thiếu niên (tự nhận mình là "Jesus of Suburbia") trưởng thành ở Hoa Kỳ trong thời gian tại vị của tổng thống George W. Bush và thời điểm diễn ra chiến tranh Iraq. Cậu ta chỉ trích cả Bush lẫn cuộc chiến ấy.
Một bài hát trong American Idiot là "Wake Me Up When September Ends" hoàn toàn không liên quan đến nội dung chính của album. Bài hát được lấy cảm hứng từ vụ việc người cha của giọng ca chính Billie Joe Armstrong mất vào tháng 9 năm 1982. Vào hôm tổ chức đám tang cha mình, Armstrong được cho là đã chạy về nhà và tự nhốt mình trong phòng. Khi mẹ đến kiểm tra, anh bảo mẹ rằng hãy đánh thức anh dậy khi tháng 9 kết thúc, rồi giữ tựa ca khúc này suốt nhiều năm. Trong một lần phỏng vấn với Howard Stern Show, Armstrong cho biết anh tránh sáng tác bài hát nói về cha mình trong nhiều năm, để rồi anh "[có] một bước ngoặt" và sáng tác ca khúc nhằm tri ân người cha quá cố. Ca khúc được thu âm tại Ocean Way Recording và do Rob Cavallo làm nhà sản xuất.

## Phát hành
Ngày 21 tháng 9 năm 2004, American Idiot được phát hành qua Reprise Records. "Wake Me Up When September Ends" là bài thứ 11 trong danh sách bài hát chuẩn của album. Ca khúc được chọn làm đĩa đơn thứ tư của album, phát hành vào ngày 13 tháng 6 năm 2005. Một bản thu bài hát trực tiếp được đưa vào album ghi trực tiếp Bullet In A Bible, cũng do Reprise phát hành vào năm 2005. Bài hát đã xuất hiện trong American Idiot, vở nhạc kịch jukebox (2009) dựa trên album cùng tên và cũng có mặt trong album thu âm của dàn diễn viên trong tác phẩm này (2010). Sau đó ca khúc được đưa vào album tuyển tập God's Favorite Band (2017), và sản phẩm tái bản kỷ niệm 20 năm ra đời American Idiot của Green Day, cùng các bản ghi trực tiếp và demo của ca khúc dự kiến phát hành vào ngày 25 tháng 10 năm 2024. Một bản thu demo của ca khúc dự kiến nằm trong sản phẩm tái bản, được phát hành sớm vào ngày 6 tháng 9 năm 2024, cùng bài mặt B "Governator" và một bản thu trực tiếp bài "St. Jimmy".

## Sáng tác và ca từ
"Wake Me Up When September Ends" là một bản nhạc emo rock ballad với tiết tấu chậm. Thời lượng của bài hát là bốn phút và 45 giây. Bài mở đầu bằng một đoạn chơi hợp âm rải trên guitar acoustic, rồi trình bày các nhạc cụ khác như guitar điện và chuông, tạo nên thứ âm thanh mà Jordan Blum của PopMatters ví như "nhịp điệu hành quân". Blum còn viết rằng từng yếu tố trong bài hát "mang nỗi đau để thể hiện chung cảm giác hối hận". Vài giây cuối bài im lặng, rồi bị những nốt nhạc vang vọng trên guitar phá vỡ, Blum miêu tả khúc nhạc ấy "thể hiện dư âm buồn". Một số nhà báo thấy ca khúc có nét tương đồng với "Good Riddance (Time Of Your Life)", một bài hát khác cũng do Green Day sáng tác ở album trước. Rob Sheffield của Rolling Stone nhận xét "Wake Me Up When September Ends" là "phần tiếp nối buồn hơn và trưởng thành hơn" của "Good Riddance..."
Phần lời bài hát có đôi chút khác biệt với chủ đề chính của album, chủ yếu nói về cuộc đời Armstrong sau khi ngày cha anh mất, và cuộc đời anh sau ngày hôm đó. Trong suốt ca khúc, Armstrong nhấn mạnh khoảng thời gian sau cái ngày hôm ấy: "Like my fathers come to pass / Seven years has gone so fast", câu hát sau đó được lặp lại trong bài thành "Twenty years has gone so fast," ám chỉ rằng bao nhiêu năm tháng đã trôi qua khi anh sáng tác bài hát. Trong khi trải nghiệm cá nhân của Armstrong là cơ sở chính của bài, nhiều người lại thấy ca khúc mang nhiều hàm ý, từ vai trò kể chuyện trong American Idiot cho đến việc giải thích ca khúc là để tri ân các nạn nhân của Sự kiện 11 tháng 9. Hàm ý đầu tiên có thêm cơ sở nhờ phần lời ca khúc liên hệ đến một bài hát ra đời trước đó trong album (đặc biệt là "Holiday") và bạn bè cùng gia đình mà nhân vật Jesus of Suburbia bỏ lại trong chuyến đi. Sau khi nhận ra những gì đã đánh mất, cậu ta lựa chọn trở về nhà trong bài hát kế tiếp của album là "Homecoming".

## Đánh giá chuyên môn
Ban đầu, "Wake Me Up When September Ends" nhận phải những đánh giá trái chiều. Một cây phê bình của IGN miêu tả ca khúc là "mạnh mẽ" và đề cao sự thiếu liên hệ trực tiếp tới phần còn lại của album. Người này viết rằng điều đó tạo điều kiện cho bài hát mang đến "cảm xúc chung." Tim O'Neil của PopMatters bày tỏ cảm xúc lẫn lộn về bài hát, anh viết rằng đây là một trong những bài hát tác động về mặt cảm xúc lớn nhất trong albu, song cũng thấy bài nhạc có vẻ hơi đại trà, giống như" được sử dụng trong phần kết một tập phim Dawson's Creek" hoặc một chương trình nổi tiếng khác. Johnny Luftus của Pitchfork phê bình việc bài hát thay đổi màu sắc so với phần còn lại của album, anh tin rằng bài này chậm hơn so với các bài khác của American Idiot và ví ca khúc là "cái gái của tham vọng". Sau đó anh một lần nữa phê phán bài hát trong một đánh giá Bullet in a Bible, anh miêu tả ca khúc làm cho "chẳng rõ ban đầu Idiot có ý nghĩa là gì."
Những bài đánh giá tái nhìn nhận ca khúc ở góc độ tích cực. Ở một bài tái đánh giá, Jordan Blum của PopMatters miêu tả "Wake Me Up When September Ends" là bài hát sâu sắc nhất trong album, anh cho rằng bài hát có thể bị xem là "đơn giản dễ gây nhầm lẫn, song xuất sắc mà tinh tế" dựa trên những giải thích khác nhau về phần lời ca khúc. Anh viết rằng đây là một trong những "bài hát dũng cảm và bộc trực nhất" mà Armstrong sáng tác nếu xem đây là một ca khúc cá nhân, cũng như "cực kỳ chân thực và cảm động" nếu xem bài hát này nói về Sự kiện 11 tháng 9. Ngoài ra anh còn nhận xét "Wake Me Up When September Ends" là bài hát hay nhất mà Green Day từng sáng tác. Matthew Leimkuehler của American Songwriter miêu tả ca khúc sở hữu "thông điệp mạnh mẽ, đáng nhớ" - bàn về nỗi đau buồn kéo dài và dư âm của những sự kiện bất ngờ xảy ra trong đời.
Khi lựa chọn thứ hạng cho các ca khúc của Green Day, Scott Waldman của Alternative Press và ban biên tập Consequence đã chọn "Wake Me Up When September Ends" lần lượt ở vị trí thứ 8 và 20. Waldman cho rằng ca khúc "mang tới một cú sốc về mặt cảm xúc," còn Philip Cosores từ Consequence cho rằng bài hát gợi cho anh nhớ về cha mình, đồng thời gửi lời cảm ơn Armstrong vì đã sáng tác bài hát." Jon O'Brien xếp ca khúc thứ tư trong các bài hay nhất của American Idiot, ông miêu tả phần thể hiện của Armstrong là "một trong những phần hát nội lực nhất", đồng thời vẫn có thể đem bài này so với những ca khúc emo gần đây hơn.

## Diễn biến thương mại
Tại Hoa Kỳ, "Wake Me Up When September Ends" giành vị trí thứ sáu trên Billboard Hot 100 và có mặt trên bảng xếp hạng này trong 20 tuần. Ca khúc còn giành vị trí á quân trên Billboard Alternative Airplay và hạng 12 trên Mainstream Rock. Ở các bảng xếp hạng cuối năm 2005, "Wake Me Up When September Ends" đạt vị trí thứ 46. Ca khúc giành được chứng nhận bạch kim của RIAA vào năm 2008. Tại Canada, bài hát lọt vào CHR/PoP Top 30 ở hạng bốn, Hot AC Top 30 ở hạng ba và Rock Top 30 ở hạng nhất. Ca khúc cũng giành được chứng nhận bạch kim tới bốn lần của Music Canada. Ngoài Bắc Mỹ, "Wake Me Up When September Ends" giành ngôi nhất bảng xếp hạng ở Croatia, Cộng hòa Séc và Đức. Tại Liên hiệp Anh, bài hát đoạt ngôi nhất bảng xếp hạng UK Rock & Metal, sở hữu bảy tuần nắm giữ vị trí này, cũng như vươn tới vị trí thứ tám trên UK singles chart. Tính đến tháng 2 năm 2020, đây là bài hát thành công cao thứ tư của ban nhạc ở quốc gia này. Bài hát thắng giải Kids' Choice cho bài hát yêu thích tại lễ trao giải Kids' Choice 2006, do Nickelodeon tổ chức. Tại cùng lễ trao giải đó, Green Day đã thắng giải Kids' Choice cho nhóm nhạc yêu thích.

## Video âm nhạc
Video âm nhạc (MV) của "Wake Me Up When September Ends" do Samuel Bayer (nhân vật nổi danh trước đó nhờ đạo diễn các MV của Nirvana và Metallica) làm đạo diễn. Bayer hình dung MV tựa như là một bộ phim điện ảnh ngắn. Anh muốn tạo ra tác phẩm không như các MV khác mà anh cho là dễ đoán. Bayer trình bày ý tưởng về video chủ đề Chiến tranh Iraq cho ban nhạc sau khi phỏng vấn những người lính đăng ký chiến đấu và bị thuyết phục trước một quảng cáo trên truyền hình. Tuy đây không phải ý nghĩa gốc của ca khúc, song Armstrong lại thấy nó rất hợp. Bayer và ê-kíp của mình mất một tháng tuyển chọn diễn viên và tiến hành diễn tập, những điều này chưa phổ biến ở các MV lúc bấy giờ. Quá trình ghi hình MV diễn ra tại Los Angeles vào cuối tháng 3 năm 2005.
MV xoay quanh một cặp trai gái đang yêu (do Jamie Bell và Evan Rachel Wood thể hiện). Cậu bạn trai hứa sẽ không bao giờ bỏ bạn gái, song sau đó họ cãi nhau khi cậu bạn trai đăng ký nhập ngũ tại Thủy quân lục chiến Hoa Kỳ. Cậu bạn trai giải thích hành động của mình là cách để cho cô bạn gái thấy rằng anh yêu cô nhiều đến mức sẵn sàng hi sinh mạng sống để bảo vệ an toàn cho cô. Tuy nhiên, cô bạn gái lại đau khổ vì thấy người bạn trai phá vỡ lời thề không bao giờ bỏ cô. Sau đó MV cho thấy ở chiến trường Iraq, cậu bạn trai bị quân nổi dậy phục kích. Bất chấp sự phản kháng của Thủy quân lục chiến, một vài người trong sự đoàn đã ngã xuống. Số phận của họ (và cậu bạn trai) vẫn chưa rõ ràng. Cảnh này đan xen với những cảnh cô bạn gái rơi lệ tiếc thương tại một cánh đồng yên tĩnh. MV trở thành một trong những video nhạc được đề xuất phát nhiều nhất trên MTV, giành vị trí số một trên Total Request Live. Trong một cuộc thăm dò độc giả của Rolling Stone về những MV xuất sắc nhất năm 2005, tác phẩm xếp thứ hai chỉ sau MV bài "Hollaback Girl" của Gwen Stefani.

## Biểu diễn trực tiếp

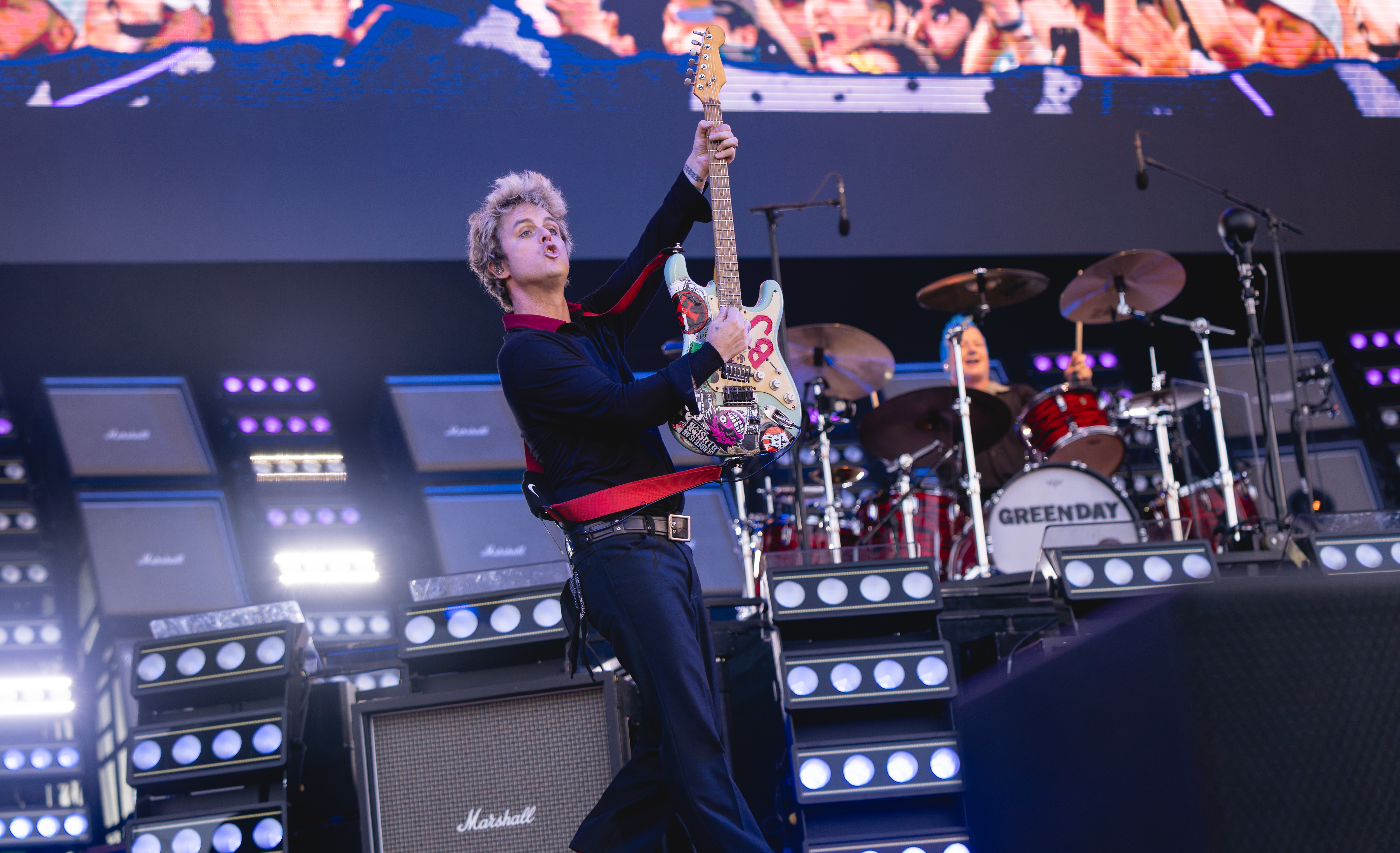
Green Day biểu diễn tại Manchester vào năm 2024, nơi mở đầu Saviors Tour.

"Wake Me Up When September Ends" có tên trong danh sách tiết mục ở nhiều tour hòa nhạc của Green Day; ở một số tour, ban nhạc đã trình bày toàn bộ American Idiot để quảng bá album. Bài hát có tên trong danh sách tiết mục của Hella Mega Tour, tour hòa nhạc có sự tham gia của Green Day, Fall Out Boy và Weezer bắt đầu vào năm 2021. Sau đó ca khúc được đưa vào danh sách tiết mục của Saviors Tour cùng các bài hát khác trích từ American Idiot.

## Di sản
"Wake Me Up When September Ends" gắn liền với dư âm của Bão Katrina, cơn bão đã đổ bộ vào Duyên hải Vịnh Mexico của Hoa Kỳ chỉ ba ngày trước khi bắt đầu tháng 9 năm 2005. Sự liên hệ ấy bắt đầu sau khi một blogger khởi tạo video ghép bài hát với các bản thu đưa tin về thảm họa trên truyền hình, gây nên hiệu ứng lan truyền. Sau đó, Green Day trình bày ca khúc tại ReAct Now: Music & Relief, một buổi hòa nhạc từ thiện nhằm tưởng nhớ các nạn nhân của cơn bão. Một bản thu bài hát trực tiếp (cũng để dành tặng các nạn nhân của cơn bão) được trình bày tại Sân vận động Gillette và phát hành vào ngày 3 tháng 9. Nhóm thể hiện ca khúc một lần nữa tại show trước trận đấu Bóng bầu dục vào đêm Thứ Hai (Monday Night Football game) giữa hai đội New Orleans Saints và Atlanta Falcons tại New Orleans Superdome. Đây là trận đấu đầu tiên được tổ chức tại sân vận động sau cơn bão. Tháng 4 năm 2020, Armstrong trình diễn ca khúc tại One World: Together At Home, một buổi hòa nhạc từ thiện phát trực tuyến dành cho các nỗ lực cứu trợ COVID-19.
Độ thịnh hành của "Wake Me Up When September Ends" trên các nền tảng phát nhạc trực tuyến gia tăng đột biến vào những ngày đầu tháng 9, cuối tháng 9 và đầu tháng 10. Theo Loudwire, lượng người xem MV trên YouTube tăng 135% vào ngày cuối tháng 9 năm 2019 so với lượng người xem trung bình các ngày còn lại của năm đó. Nhờ thế mà ban nhạc thấy được lợi nhuận tăng trong những ngày hôm đấy. Sự tái thịnh hành của nhạc phẩm vào khoảng cuối tháng cũng làm cho nhiều bài đăng trên mạng xã hội và meme internet ra đời, đa số đều yêu cầu đánh thức Armstrong. Những meme này bị chỉ trích vì cho thấy sự vô cảm trước nội dung của ca khúc. Nhằm đáp lại những meme đó, trong một lần phỏng vấn với Vulture vào năm 2016, Armstrong trả lời đùa rằng anh sẽ sáng tác bài hát mới có tựa đề "Shut The Fuck Up When October Comes." Sau đó anh liên hệ đến các meme trong một video quảng bá bài hát "The American Dream Is Killing Me" vào ngày 1 tháng 10 năm 2023.

## Đội ngũ sản xuất
Danh sách nhân sự được lấy từ các dòng ghi chú lót của đĩa UK CD1.
- Green Day – nhạc, sản xuất
  - Billie Joe Armstrong – ca từ, hát chính, guitar
  - Mike Dirnt – guitar bass, hát bè
  - Tré Cool – trống
- Rob Cavallo – sản xuất
- Doug McKean – kỹ sư thu âm
- Chris Lord-Alge – trộn âm
- Chris Bilheimer – thiết kế nghệ thuật

## Xếp hạng
| Xếp hạng (2005–2006)                       | Vị trí cao nhất |
| ------------------------------------------ | --------------- |
| Úc (ARIA)                                  | 13              |
| Áo (Ö3 Austria Top 40)                     | 15              |
| Bỉ (Ultratip Flanders)                     | 3               |
| Bỉ (Ultratip Wallonia)                     | 2               |
| Canada CHR/Pop Top 30 (Radio & Records)    | 4               |
| Canada Hot AC Top 30 (Radio & Records)     | 3               |
| Canada Rock Top 30 (Radio & Records)       | 1               |
| CIS (Tophit)                               | 26              |
| Croatia (HRT)                              | 1               |
| Cộng hòa Séc (Rádio Top 100)               | 1               |
| Đức (GfK)                                  | 22              |
| Germany Airplay (BVMI)                     | 1               |
| Greece (IFPI)                              | 29              |
| Hungary (Rádiós Top 40)                    | 10              |
| Ireland (IRMA)                             | 13              |
| Ý (FIMI)                                   | 33              |
| Hà Lan (Dutch Top 40)                      | 35              |
| Hà Lan (Single Top 100)                    | 44              |
| New Zealand (Recorded Music NZ)            | 10              |
| Russia Airplay (TopHit)                    | 22              |
| Scotland (OCC)                             | 5               |
| Thụy Điển (Sverigetopplistan)              | 21              |
| Thụy Sĩ (Schweizer Hitparade)              | 22              |
| Anh Quốc (OCC)                             | 8               |
| Anh Quốc Rock and Metal (OCC)              | 1               |
| Hoa Kỳ Billboard Hot 100                   | 6               |
| Hoa Kỳ Adult Alternative Songs (Billboard) | 3               |
| Hoa Kỳ Adult Contemporary (Billboard)      | 13              |
| Hoa Kỳ Adult Pop Airplay (Billboard)       | 2               |
| Hoa Kỳ Alternative Songs (Billboard)       | 2               |
| Hoa Kỳ Mainstream Rock (Billboard)         | 12              |
| Hoa Kỳ Pop Airplay (Billboard)             | 4               |

| Xếp hạng (2011)         | Vị trí cao nhất |
| ----------------------- | --------------- |
| UK Rock and Metal (OCC) | 28              |

| Xếp hạng (2020)                               | Vị trí cao nhất |
| --------------------------------------------- | --------------- |
| US Alternative Digital Song Sales (Billboard) | 8               |
| US Rock Digital Song Sales (Billboard)        | 7               |

| Xếp hạng (2023)                | Vị trí cao nhất |
| ------------------------------ | --------------- |
| Japan Hot Overseas (Billboard) | 8               |

| Xếp hạng (2005)                   | Vị trí |
| --------------------------------- | ------ |
| Australia (ARIA)                  | 87     |
| Austria (Ö3 Austria Top 40)       | 72     |
| Brazil (Crowley)                  | 35     |
| Hungary (Rádiós Top 40)           | 90     |
| UK Singles (OCC)                  | 53     |
| US Billboard Hot 100              | 46     |
| US Adult Top 40 (Billboard)       | 41     |
| US Mainstream Top 40 (Billboard)  | 54     |
| US Modern Rock Tracks (Billboard) | 16     |
| US Triple-A (Billboard)           | 44     |

| Chart (2006)                | Position |
| --------------------------- | -------- |
| Brazil (Crowley)            | 38       |
| CIS Airplay (TopHit)        | 135      |
| Hungary (Rádiós Top 40)     | 67       |
| Russia Airplay (TopHit)     | 144      |
| US Adult Top 40 (Billboard) | 25       |

## Chứng nhận
| Quốc gia | Chứng nhận  | Số đơn vị/doanh số chứng nhận |
| --- | ----------- | ----------------------------- |
| Canada (Music Canada) | 4× Bạch kim | 320.000‡                      |
| Đan Mạch (IFPI Đan Mạch) | Vàng        | 4.000^                        |
| Ý (FIMI) | Bạch kim    | 50.000‡                       |
| Tây Ban Nha (PROMUSICAE) | Vàng        | 30.000‡                       |
| Anh Quốc (BPI) | Bạch kim    | 600.000‡                      |
| Hoa Kỳ (RIAA) | Bạch kim    | 1.000.000*                    |
| * Chứng nhận dựa theo doanh số tiêu thụ. ^ Chứng nhận dựa theo doanh số nhập hàng. ‡ Chứng nhận dựa theo doanh số tiêu thụ và phát trực tuyến. |             |                               |

## Lịch sử phát hành
| Vùng lãnh thổ            | Ngày                | Định dạng                         | Hãng thu âm | C.thích |
| ------------------------ | ------------------- | --------------------------------- | ----------- | ------- |
| Hoa Kỳ                   | 13 tháng 6 năm 2005 | Alternative radio                 | Reprise     | [ 11 ]  |
| Vương quốc Liên hiệp Anh | 13 tháng 6 năm 2005 | CD                                | Reprise     | [ 12 ]  |
| Úc                       | 11 tháng 7 năm 2005 | CD                                | Reprise     | [ 110 ] |
| Hoa Kỳ                   | 11 tháng 7 năm 2005 | Mainstream rock active rock radio | Reprise     | [ 111 ] |
| Hoa Kỳ                   | 29 tháng 8 năm 2005 | Triple A contemporary hit radio   | Reprise     | [ 112 ] |